# Bezirk Friedek

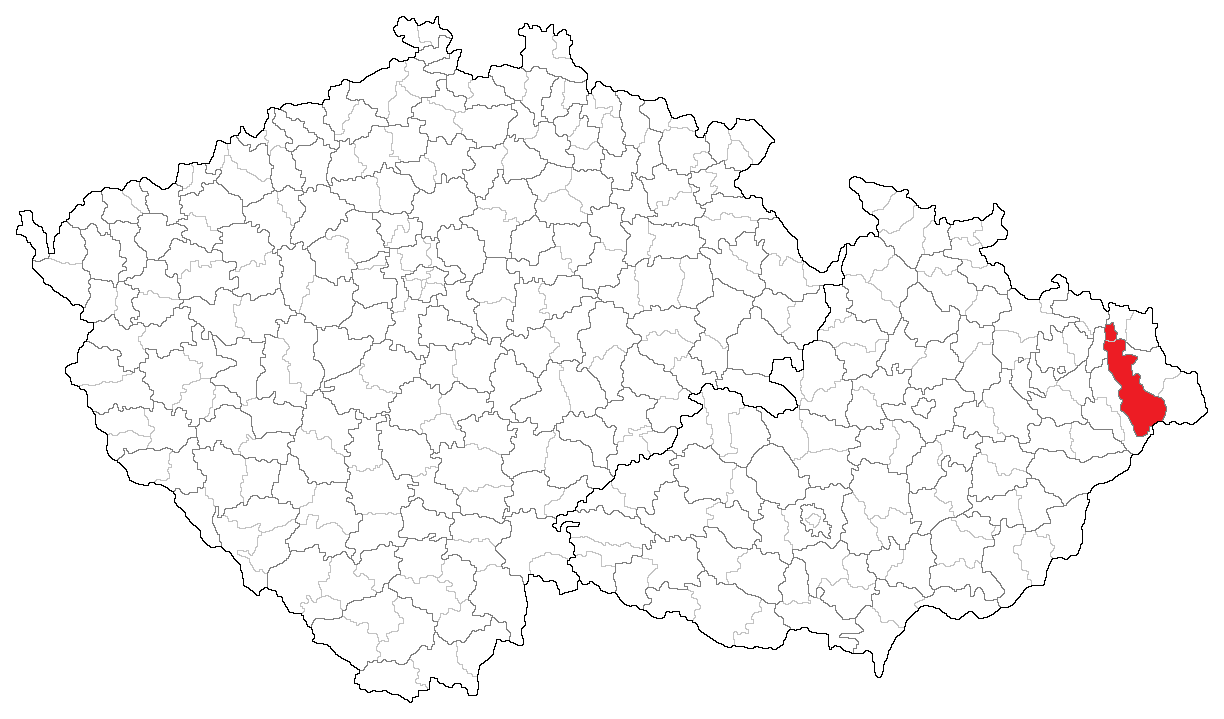
Bezirk Friedek in Tschechien

Der Bezirk Friedek (tschechisch Politický okres Frýdek) war ein Politischer Bezirk in Österreichisch-Schlesien in den Jahren 1850–1855 und 1901–1918. Der Bezirk umfasste Gebiete um Friedek, seit 1904 ohne die Statutarstadt Friedek. Er wurde nach dem Ersten Weltkrieg der Tschechoslowakei zugeschlagen und existierte bis 1942.

## Geschichte
In den Jahren 1868–1901 gehörte der Gerichtsbezirk Friedek zum Bezirk Teschen. Am 1. Januar 1904 wurden 7 mehrheitlich tschechischsprachige Gemeinden des Gerichtsbezirks Oderberg im mehrheitlich polnischsprachigen Bezirk Freistadt abgetrennt, um den neuen Gerichtsbezirk Polnisch Ostrau im mehrheitlich tschechischsprachigen Bezirk Friedek zu schaffen, während die Stadt Friedek zur Statutarstadt erhoben wurde.
Ergebnisse der Volkszählungen von 1880, 1890, 1900 und 1910 in den Gemeinden der Gerichtsbezirke Friedek und Polnisch Ostrau und in der Stadt Friedek (in den Grenzen im Jahr 1918):
|                                         | 1880            | 1890            | 1900            | 1910            |
| --------------------------------------- | --------------- | --------------- | --------------- | --------------- |
| Friedek                                 | 5.826           | 7.272           | 8.886           | 9.730           |
| Tschechischsprachig                     | 4.665 (80,1 %)  | 4.341 (59,7 %)  | 4.981 (56,1 %)  | 4.0333 (41,4 %) |
| Polnischsprachig                        | 108 (1,8 %)     | 292 (4 %)       | 543 (6,1 %)     | 574 (5,9 %)     |
| Deutschsprachig                         | 1.053 (18,1 %)  | 2.639 (36,3 %)  | 3.362 (37,8 %)  | 5.123 (52,7 %)  |
| Gerichtsbezirk Friedek (ohne der Stadt) | 37.225          | 38.546          | 41.725          | 43.011          |
| Tschechischsprachig                     | 36.209 (97,3 %) | 36.899 (95,7 %) | 39.112 (93,7 %) | 40.190 (93,5 %) |
| Polnischsprachig                        | 384 (1 %)       | 622 (1,6 %)     | 1.639 (3,9 %)   | 1.521 (3,5 %)   |
| Deutschsprachig                         | 632 (1,7 %)     | 1.025 (2,7 %)   | 971 (2,4 %)     | 1.287 (3 %)     |
| Gerichtsbezirk Polnisch Ostrau          | 15.860          | 23.424          | 40.908          | 54.818          |
| Tschechischsprachig                     | 12.669 (79,9 %) | 17.876 (76,3 %) | 25.840 (63,2 %) | 36.275 (66,2 %) |
| Polnischsprachig                        | 1.631 (10,3 %)  | 4.020 (17,2 %)  | 12.112 (29,6 %) | 12.998 (23,7 %) |
| Deutschsprachig                         | 1.560 (9,8 %)   | 1.524 (6,5 %)   | 2.955 (7,2 %)   | 5.527 (10,1 %)  |

Herkömmlich wurde der Bezirk von den sogenannten Lachen im Süden bewohnt, die die Lachischen Mundarten sprachen. Im Jahre 1910 waren (ohne der Stadt) 93.596 (94,6 %) Personen römisch-katholisch, 4.226 (4,3 %) evangelisch, 942 (0,9 %) israelitisch, 192 waren anderen Glaubens. 20,5 % der Einwohner im Jahr 1910 waren um 20.000 Einwanderer aus Galizien (zweimal so viele Zuwanderer wie aus Böhmen und Mähren – 10500 oder 10,7 %), die größte Zahl der Galizier unter den Bezirken des Teschener Schlesiens, um 37 % der allen Galizier der Region.
Nach dem Ersten Weltkrieg und dem Zusammenbruch der Habsburgermonarchie war das Gebiet des Teschener Schlesiens umstritten. Am 5. November 1918 verständigten sich der Polnische Nationalrat des Herzogtums Teschen (Rada Narodowa Kięstwa Cieszyńskiego, RNKC) und das tschechische Gebietskomitee (Zemský národní výbor, ZNV) darauf, dass der ganze Bezirk Friedek an die Tschechoslowakei fallen sollte.
Nach dem Münchner Abkommen von 1938, dem Beginn der Zerschlagung der Tschechoslowakei und der Entstehung des Protektorats Böhmen und Mähren, besetzten polnische Truppen mit dem Olsagebiet auch 65,7 km2 des Gebiets des Bezirkes Friedek, davon 35 km2 von Wäldern in der Gemeinde Moravká. Es handelte sich meistens um Ödland, aber das Gebiet umfasste insgesamt um 4000 Einwohner. Am 1. Juli 1941 wurden einige Gemeinden um Slezská Ostrava an Ostrau eingemeindet.

## Ortschaften

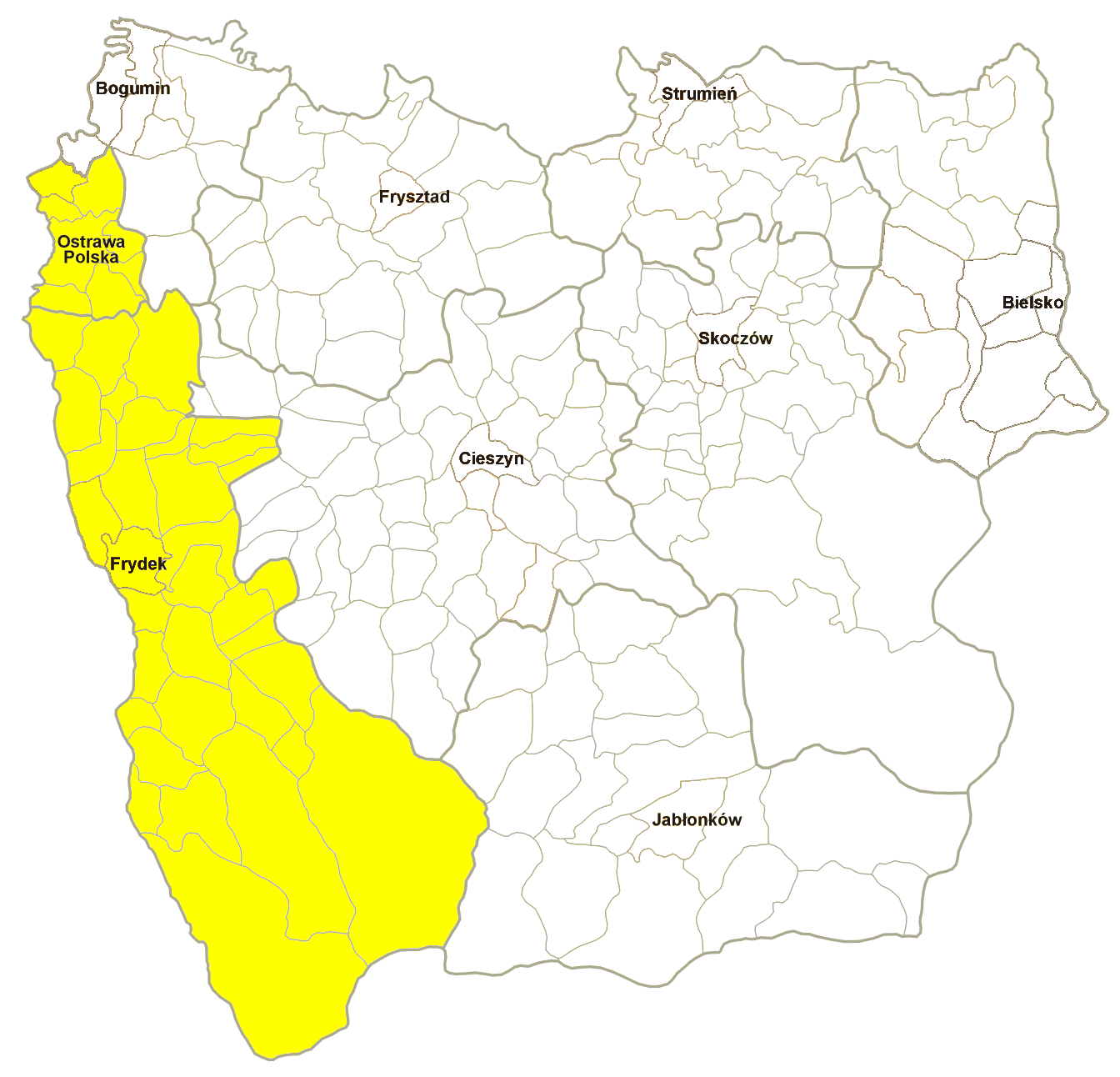
Gemeindegliederung (1910)

Auf dem Gebiet des Bezirks bestanden 1910 die Gerichtsbezirke in Friedek und Polnisch Ostrau, diesen waren folgende Orte zugeordnet:
Gerichtsbezirk Friedek
1. Althammer
2. Altstadt
3. Bartelsdorf
4. Baschka
5. Mittel Bludowitz
6. Ober Bludowitz
7. Brusowitz
8. Ober Dattin
9. Dobrau
10. Unter Ellgoth
11. Ober Ellgoth
12. Janowitz
13. Kaniowitz
14. Krasna
15. Groß Kunzendorf
16. Leskowetz
17. Lubno
18. Malenowitz
19. Morawka
20. Neudorf
21. Noschowitz
22. Pazdierna
23. Prażma
24. Pržno
25. Raschkowitz
26. Rattimau
27. Rzepischt
28. Schönhof
29. Sedlischt
30. Skalitz
31. Wenzlowitz
32. Wojkowitz
33. Żermanitz

Gerichtsbezirk Polnisch Ostrau
1. Herzmanitz
2. Marktstadt Hruschau
3. Klein Kuntschitz
4. Marktstadt Michalkowitz
5. Muglinau
6. Marktstadt Polnisch Ostrau
7. Radwanitz